# Bindenfischeule
Die Bindenfischeule (Scotopelia peli, Syn.: Bubo peli), auch Pel-Fischeule genannt, ist eine Art aus der Familie der Eigentlichen Eulen. Sie kommt ausschließlich in Afrika vor.

## Merkmale
Die Bindenfischeule ist eine verhältnismäßig große Eulenart und erreicht eine Körpergröße von 51 bis 61 Zentimetern. Das Gefieder ist rötlichbraun, auf der Oberseite leicht grau gestreift und gefleckt. Die Unterseite ist etwas blasser als die Oberseite, die grauen Streifen sind etwas ausgeprägter. Die Art hat keine Federohren, was sie von den meisten anderen Eulen der Gattung Uhu (zu der sie manchmal gerechnet wird) unterscheidet. Die Läufe und die Zehen sind nicht befiedert. Die Krallen sind sehr kräftig.
Verwechslungsmöglichkeiten bestehen mit der Rotrücken-Fischeule, die jedoch deutlich kleiner ist und deren Gefieder kräftiger rötlichbraun ist. Auch die Marmorfischeule ist kleiner als die Bindenfischeule.
Das Mesoptil (Nestlingskleid) der Jungvögel ist weißlich. Sie mausern dann zunächst in ein Gefieder, das am Rücken den Altvögeln ähnelt, aber blasser ist. Auch die Körperunterseite ist zunächst sehr hell, weil ihr noch die charakteristische Zeichnung der adulten Vögel fehlt.

## Verbreitung und Lebensraum
Das Verbreitungsgebiet der Bindenfischeule ist disjunkt. Sie kommt vereinzelt in Mali und Nigeria, Senegal, Gambia, Sierra Leone, Liberia, Guinea und Ghana vor. Ihr größtes Verbreitungsgebiet liegt in Zentralafrika und reicht von der Küste im Osten bis in den Osten des Kongos. Vereinzelte Populationen finden sich außerdem im Sudan, Somalia, Kenia, Tansania, Simbabwe, Botswana und im Osten Südafrikas.
Sie besiedelt Wälder entlang von Flüssen und Seen sowie Sümpfen. Sie kommt von Flussmündungen bis in Höhenlagen von 1.700 Meter über NN vor.

## Lebensweise
Die Bindenfischeule ist eine dämmerungs- und nachtaktive Eulenart. Sie ist besonders ruffreudig in mondhellen Nächten und ist vor allem in der Morgendämmerung zu vernehmen. Nur wenn die Nahrung knapp ist, kann man sie auch während des Tages beim Jagen beobachten. Sie übertagt normalerweise in Baumwipfeln. Dabei sitzen Paare meist sehr eng beieinander.
Das Nahrungsspektrum umfasst Fische mit einem Gewicht von bis zu zwei Kilogramm. Die meisten Fische, die diese Uhuart fängt, wiegen jedoch zwischen 100 und 200 Gramm. Zum Nahrungsspektrum gehören außerdem Frösche, Krebse und Muscheln.
Die Fortpflanzungszeit fällt in die Trockenzeit, wenn das Wasser flacher und klarer ist und sie ihre Beute besser erkennen kann. Ihr Revier zeigt sie durch intensives Rufen an. Als Nistgelegenheit werden meist Baumhöhlen genutzt. Dabei präferiert sie Bäume, die sich in Gewässernähe befinden. Das Gelege besteht aus ein bis zwei Eiern. Es brütet allein das Weibchen und wird dabei vom Männchen mit Beute versorgt. Die Brutzeit beträgt etwa 32 Tage; der Schlupfabstand zwischen den Jungvögeln beträgt bis zu fünf Tagen, was nahelegt, dass das Weibchen mit der Ablage des ersten Eis mit der Brut beginnt. In der Regel wird nur das ältere Nistgeschwister groß. Jungvögel sind mit etwa 68 bis 70 Tagen flügge, halten sich aber für weitere sechs bis neun Monate im Revier der Elternvögel auf.

## Einzelbelege
1. ↑  König et al., S. 358